# Scleronema praecox
Scleronema praecox är en malvaväxtart som först beskrevs av Adolpho Ducke, och fick sitt nu gällande namn av Adolpho Ducke. Scleronema praecox ingår i släktet Scleronema och familjen malvaväxter. Inga underarter finns listade i Catalogue of Life.